# Downesia strigicollis
Downesia strigicollis es una especie de insecto coleóptero de la familia Chrysomelidae.
Fue descrita científicamente en 1876 por Baly.